# 千葉縣第2區
千葉縣第2區是日本眾議院的選區，設立於1994年。

## 小選舉区選出議員
| 選舉名                 | 年     | 当選者   | 党派       | 選區範圍                           |
| ---------------------- | ------ | -------- | ---------- | ---------------------------------- |
| 第41屆眾議院議員總選舉 | 1996年 | 江口一雄 | 自由民主党 | 千葉市花見川区、習志野市、八千代市 |
| 第42屆眾議院議員總選舉 | 2000年 | 永田寿康 | 民主党     | 千葉市花見川区、習志野市、八千代市 |
| 第43屆眾議院議員總選舉 | 2003年 | 永田寿康 | 民主党     | 千葉市花見川区、習志野市、八千代市 |
| 第44屆眾議院議員總選舉 | 2005年 | 山中燁子 | 自由民主党 | 千葉市花見川区、習志野市、八千代市 |
| 第45屆眾議院議員總選舉 | 2009年 | 黑田雄   | 民主党     | 千葉市花見川区、習志野市、八千代市 |
| 第46屆眾議院議員總選舉 | 2012年 | 小林鷹之 | 自由民主党 | 千葉市花見川区、習志野市、八千代市 |
| 第47屆眾議院議員總選舉 | 2014年 | 小林鷹之 | 自由民主党 | 千葉市花見川区、習志野市、八千代市 |
| 第48屆眾議院議員總選舉 | 2017年 | 小林鷹之 | 自由民主党 | 千葉市花見川区、習志野市、八千代市 |
| 第49屆眾議院議員總選舉 | 2021年 | 小林鷹之 | 自由民主党 | 千葉市花見川区、習志野市、八千代市 |
| 第50屆眾議院議員總選舉 | 2024年 | 小林鷹之 | 自由民主党 | 葉市花見川区、八千代市             |